# براندون كيث
براندون كيث (بالإنجليزية: Brandon Keith)‏ هو لاعب كرة قدم أمريكية أمريكي، ولد في 21 نوفمبر 1984 في سيلسبي في الولايات المتحدة.

## وصلات خارجية
- براندون كيث على موقع مرجع كرة القدم المحترفة.كوم (الإنجليزية)